# Vladimir Bogoraz
Vladimir Germanovitch Bogoraz, (en russe : Влади́мир Ге́рманович Богора́з), né Natan Mendelevitch Bogoraz (en russe : Ната́н Ме́нделевич Богора́з), connu sous le pseudonyme littéraire N. A. Tan (Н. А. Тан), le 15 avril 1865 à Ovroutch (Empire russe) et mort le 10 mai 1936 dans l'oblast de Rostov (Union soviétique), est un militant révolutionnaire, écrivain et l'un des pionniers de l'anthropologie russe. En 1932, il est le premier directeur du musée national d'histoire de la religion et de l'athéisme du ministère de la culture de l'URSS.

## Biographie
Vladimir Bogoraz étudia le droit à l'université de Saint-Pétersbourg. Il milita au sein du mouvement révolutionnaire Narodnaïa Volia. Il fut arrêté et emprisonné à Taganrog sur la mer d'Azov. Après 11 mois de captivité, il est libéré et retourne à Saint-Pétersbourg où il reprend ses activités militantes. De nouveau arrêté, il est déporté en Sibérie près de Iakoutsk pour dix années (1889-1899). Au bagne, il rencontre Lev Sternberg, militant également de Narodnaïa Volia. Ils vont tous les deux étudier les peuples autochtones sibériens, notamment les populations tchouktches, koriaks et évènes de Sibérie.

### Œuvres de Bogoraz
- 1904 : "Idées religieuses des Tchouktchis", Bulletins et Mémoires, Société d'anthropologie de Paris, vol. 5, p. 341-354.
- 1904, 1907, 1909 : "The Chukchee", apud The Jesup North Pacific Expedition, Franz Boas (Hg.), Bd. VII, Memoirs of the American Museum of Natural History, Bd. XI, Teile I (Material Culture), II (Religion), III (Social Organization), Leiden, E. J. Brill u. New York: G. E. Stechert.
- 1909 : Le Dragon de lune, roman, ill. d'Asthenot, trad. de Viktoriya & Patrice Lajoye, Paris, Éditions Callidor, 2022, 300 p.  (ISBN 978-2-901207-05-4)
- 1910 : "Chukchee Mythology", apud The Jesup North Pacific Expedition, Franz Boas (Hg.), Bd. VIII, Memoirs of the American Museum of Natural History, Bd. XII, Teil I, Leiden u. New York.
- 1913 : "The Eskimo of Siberia", apud The Jesup North Pacific Expedition, Franz Boas (Hg.), Bd. VIII, Memoirs of the American Museum of Natural History, Bd. XII, Teil III, Leiden, E. J. Brill u. New York, G. E. Stechert.
- 1917 : "Koryak Texts", American Ethnological Society Publications, Band V, Franz Boas (Hg.), Leiden.
- 1918 : "Tales of Yukaghir, Lamut, and Russionized Natives of Eastern Siberia", Anthropological Papers of the American Museum of Natural History, Bd. XX, Teil I, New York.
- 1922 : "Chukchee", apud Franz Boas, (édi.), Handbook of Amarican Indian Languages, Washington, Smithsonian Institution, Bureau of American Ethnology, p. 631-903.
- 1925 : "Ideas of Space and Time in the Conception of Primitive Religion", American Anthropologist (N.S.), Band 25, Nr. 2, S. 205-266.
- 1928 : "Chukchee Tales", Journal of American Folk-Lore, vol. 41, p. 297-452.

### Études sur Bogoraz
- (fr) Pierre Bonte et Michel Izard (dir.), « Vladimir Germanovitch Bogoraz », in Dictionnaire de l'ethnologie et de l'anthropologie, PUF, Paris, 2008 (1re éd. 1991), p. 118-120  (ISBN 978-2-13-055999-3)
- (fr) Christian Malet, « De l'exil politique à l'anthropologie. Notes sur la vie et l'œuvre de Vladimir G. Bogoraz (1865-1936) », in Boréales, 2001, n° 82-85, p. 19-40.